# Inukai Tsuyoshi
En aquest nom japonès, el cognom és Inukai.
Inukai Tsuyoshi (japonès: 犬養毅)  (Okayama, 4 de juny de 1855 - Tòquio, 15 de maig de 1932) va ser un polític japonès, que va exercir com a ministre diverses vegades i com a primer ministre el 1931.
Va néixer el 4 de juny de 1855 a l'antiga província de Bicchū, actualment la prefectura d'Okayama. Era el fill segon del clan samurai Okayama. Va cursar els seus estudis a la Universitat de Keiō. Inicialment va dedicar-se al periodisme: va ser reporter de guerra de l'exèrcit durant la rebel·lió de Satsuma, i el 1880 va ser un dels fundadors de la Revista Econòmica Tōkai, des d'on va propugnar les seves idees sobre proteccionisme econòmic.
En abandonar el periodisme, va entrar en polític i es va unir al Partit Reformista Constitucional. El 1811 va ser membre del govern, però va dimitir a causa d'una crisi política, i va ser favorable al moviment Daidō, que propugnava la coalició de partits, i va escriure diversos articles al respecte. El 1890 va ser elegit en les primeres eleccions generals i va continuar sent membre de la Dieta de manera ininterrompuda. Inukai va comptar sempre amb una forta base electoral, fins al punt que va ser anomenat «electorat de ferro», que van elegir-lo de manera reiterada fins a la seva mort.
El 1898 va ser nomenat ministre d'educació. Després va fundar el Partit Nacional Constitucional, del qual va ser líder entre 1910 i 1922. Va estar a l'oposició durant vint anys i va mostrar-se contrari de manera ferma als polítics hanbatsu. De fet, va intentar unir tots els partits de la dieta per fer-los front, molt sovint de manera infructuosa. Així mateix, va defensar el moviment de protecció del govern constitucional i el sufragi universal. El 1913 va liderar un moviment popular contra el govern del general Katsura Tarō, que va resultar en la dimissió del primer ministre i va permetre que mica en mica el govern es formés per part del partit amb major representació del parlament.
El 1922 va creat un nou partit anomenat Club Reformista. Llavors, Inukai va entrar de nou a un govern de coalició i va esdevenir ministre de comunicacions de 1923 a 1924, i ho va tornar a ser de 1924 a 1925. El 1924 havia desfet el govern de coalició i l'any següent va unificar el seu partit amb el Grup Pro Govern Constitucional, el partit més gran de tot el país. Va assolir el càrrec de president del partit el 1929. Després de la invasió de Manxúria per part de les tropes japoneses i la caiguda del govern de Wakatsuki Reijirō, Inukai va tenir la capacitat de formar govern i va esdevenir primer ministre el 1931. Va fer front a la depressió econòmica com a la crisi posterior a la invasió de Manxúria. Va apostar per una política econòmica intervencionista per estimular l'economia japonesa, mentre que en afers exteriors va intentar rebaixar la tensió amb les autoritats xineses enviant un representant per negociar, a més d'intentar aturar noves activitats militars a la Xina. Tanmateix, va trobar una forta oposició a totes les seves polítiques. L'any següent al seu nomenament va ser assassinat durant el cop d'estat conegut com l'incident del 15 de maig, a mans d'oficials de marina ultranacionalistes.